# 全日本シングル王座
全日本シングル王座（ぜんにほんシングルおうざ）は、全日本女子プロレスが管理、認定していた王座。

## 歴史
1980年12月15日、全日本女子プロレス大田区体育館大会で行われた初代王座決定戦に勝利した横田利美が初代王者になった。
全日本女子が黎明期には重量級王座、中量級王座、軽量級王座に分けてタイトルマッチが行われていたが、WWWA世界王座が全日本女子に定着と共に消滅。1980年に無差別級王座として復活。
2005年4月17日、全日本女子の解散により封印。

## 歴代王者
| 歴代   | 選手             | 戴冠回数 | 獲得日付       | 獲得場所 （対戦相手・その他）                                                        |
| ------ | ---------------- | -------- | -------------- | ------------------------------------------------------------------------------------ |
| 初代   | 横田利美         | 1        | 1980年12月15日 | 大田区体育館 ナンシー久美 1981年3月7日返上                                           |
| 第2代  | デビル雅美       | 1        | 1981年5月9日   | 大宮スケートセンター 北村智子 1982年4月7日返上                                       |
| 第3代  | ライオネス飛鳥   | 1        | 1982年7月19日  | 大田区体育館 マスクド・ユウ                                                          |
| 第4代  | 松本香           | 1        | 1983年1月8日   | 熊谷市体育館                                                                         |
| 第5代  | ライオネス飛鳥   | 2        | 1983年6月1日   | 大宮スケートセンター 1984年1月18日返上                                               |
| 第6代  | 山崎五紀         | 1        | 1984年2月28日  | 相模原市総合体育館 立野記代 1985年2月25日返上                                        |
| 第7代  | ブル中野         | 1        | 1985年7月25日  | 大和車体工業体育館 小松美加                                                          |
| 第8代  | 小倉由美         | 1        | 1988年1月28日  | 愛知県体育館                                                                         |
| 第9代  | 小松美加         | 1        | 1988年7月10日  | カナダ・アルバータ州エドモントン 1989年2月に引退のため返上                           |
| 第10代 | 宍戸江利花       | 1        | 1989年3月19日  | 後楽園ホール 豊田真奈美                                                              |
| 第11代 | 天田麗文         | 1        | 1989年8月24日  | 後楽園ホール 1989年10月に引退のため返上                                              |
| 第12代 | 豊田真奈美       | 1        | 1989年11月18日 | 益田市体育館 高橋美華 1990年9月1日返上                                               |
| 第13代 | 井上京子         | 1        | 1990年10月2日  | 山形市体育館 井上貴子                                                                |
| 第14代 | 井上貴子         | 1        | 1991年4月29日  | 大田区体育館                                                                         |
| 第15代 | 吉田万里子       | 1        | 1992年4月29日  | 戸田市スポーツセンター                                                               |
| 第16代 | 長谷川咲恵       | 1        | 1992年7月15日  | 大田区体育館                                                                         |
| 第17代 | 渡辺智子         | 1        | 1992年10月9日  | 千葉公園体育館                                                                       |
| 第18代 | 伊藤薫           | 1        | 1992年11月26日 | 川崎市体育館                                                                         |
| 第19代 | デビー・マレンコ | 1        | 1993年2月10日  | 熊本市体育館 1993年3月に負傷のため返上                                               |
| 第20代 | 下田美馬         | 1        | 1993年9月18日  | 大宮スケートセンター バット吉永 1994年4月9日に三田英津子とのタッグに専念するため返上 |
| 第21代 | 伊藤薫           | 2        | 1994年5月4日   | 戸田市スポーツセンター 玉田りえ                                                      |
| 第22代 | 渡辺智子         | 2        | 1995年6月30日  | 函館市民体育館 1996年返上                                                            |
| 第23代 | 前川久美子       | 1        | 1996年5月4日   | 大宮スケートセンター チャパリータASARI                                               |
| 第24代 | 玉田りえ         | 1        | 1996年11月21日 | 戸田市スポーツセンター 1997年12月返上                                                |
| 第25代 | 中西百重         | 1        | 1997年12月12日 | 千葉公園体育館 西堀幸恵                                                              |
| 第26代 | 元川恵美         | 1        | 1998年1月24日  | アクトシティ浜松                                                                     |
| 第27代 | 中西百重         | 2        | 1998年4月12日  | 後楽園ホール 1999年に防衛期限切れのため空位                                          |
| 第28代 | 高橋奈苗         | 1        | 2000年3月1日   | 博多スターレーン 藤井巳幸                                                            |
| 第29代 | 脇澤美穂         | 1        | 2000年9月17日  | ディファ有明                                                                         |
| 第30代 | 風間ルミ         | 1        | 2001年5月26日  | 後楽園ホール 2001年返上                                                              |
| 第31代 | 納見佳容         | 1        | 2001年7月27日  | 国立代々木競技場第二体育館 脇澤美穂                                                  |
| 第32代 | 春山香代子       | 1        | 2001年9月26日  | 板橋産文ホール                                                                       |
| 第33代 | 納見佳容         | 2        | 2002年1月4日   | 後楽園ホール 2002年9月22日にオールパシフィック王座決定トーナメントに出場のため返上   |
| 第34代 | 藤井巳幸         | 1        | 2002年10月8日  | ジャスコ菰野店跡地特設会場 西尾美香                                                  |
| 第35代 | 米山香織         | 1        | 2002年11月29日 | 東京武道館                                                                           |
| 第36代 | 西尾美香         | 1        | 2003年1月4日   | 後楽園ホール 2003年5月10日空位                                                       |
| 第37代 | サソリ           | 2        | 2003年6月19日  | 石川県産業展示館 前村早紀                                                            |
| 第38代 | Hikaru           | 2        | 2003年9月15日  | 後楽園ホール                                                                         |
| 第39代 | 前村早紀         | 1        | 2004年1月3日   | 後楽園ホール 2005年4月17日封印                                                       |